# Stanisław Ferdynand Pasternak
Stanisław Ferdynand Pasternak (ur. 8 maja 1921 w Łyczance koło Myślenic, zm. 2 listopada 1999 w Krakowie) – polski duchowny katolicki, paulin, teolog i kanonista, doktor habilitowany, w latach 1984–1987 dziekan Wydziału Prawa Kanonicznego Akademii Teologii Katolickiej w Warszawie

## Życiorys
Syn Stanisława i Anny z domu Dźwig. W 1943 zdał maturę w Częstochowie i wstąpił do tamtejszego Instytutu Teologicznego Ojców Paulinów. W 1949 otrzymał święcenia kapłańskie. W 1951 ukończył studia na Wydziale Teologicznym Uniwersytetu Jagiellońskiego uzyskując tytuł magistra teologii. W latach 1950–1961 był prefektem studiów w Instytucie Teologicznym Ojców Paulinów w Krakowie, a w latach 1953–1956 jego rektorem. W 1960 rozpoczął studia na Wydziale Prawa Kanonicznego Akademii Teologii Katolickiej w Warszawie. Ukończył je w 1963 uzyskaniem tytułu magistra prawa kanonicznego (praca dyplomowa pt. Stosunek Kościoła do państwa w konkordatach łotewskim i rumuńskim). W 1964 otrzymał na tym wydziale stopień naukowy doktora prawa kanonicznego na podstawie rozprawy pt. Najstarsze węgierskie reguły zakonu OO. Paulinów w świetle prawa powszechnego. Od 1968 prowadził na Wydziale Prawa Kanonicznego ATK wykłady zlecone, a w 1970 otrzymał tam etat jako adiunkt w Katedrze Historii Prawa Kościelnego w Polsce, a następnie od 1971 jako adiunkt Katedry Kościelnego Prawa Publicznego i Międzynarodowego. 19 czerwca 1973 uzyskał na tym wydziale na podstawie dorobku naukowego oraz rozprawy pt. Zagadnienie tolerancji i niedyskryminacji w dokumentach Soboru Watykańskiego II stopień naukowy doktora habilitowanego w zakresie prawa kanonicznego. 1 marca 1975 otrzymał stanowisko docenta ATK. Został też kierownikiem nowo powstałej Katedry Kościelnego Prawa Fundamentalnego i Międzynarodowego na tej uczelni.
W latach 1975–1984 (trzy kadencje) był prodziekanem Wydziału Prawa Kanonicznego ATK, a w latach 1984–1987 dziekanem tego wydziału.